# DOSBox
DOSBox — емулятор програмного забезпечення, що емулює IBM PC-сумісний комп'ютер під управлінням старої операційної системи MS-DOS. Це дає можливість запускати старі програми та ігри для DOS на сучасних комп'ютерах. DOSBox є вільним програмним забезпеченням, написаним в основному на C, яке розповсюджується під GNU General Public License.
Існують також неофіційні варіації DOSBox, такі як SVN Daum і DOSBox-X, які надають деякі додаткові можливості.

## Можливості
- DOSBox частково емулює середовище MS-DOS, вектори переривань BIOS і апаратну частину IBM PC, при цьому не потрібний ні x86-процесор, ні копія оригінальної MS-DOS.
- Динамічне ядро процесора: на системах, які мають набір команд i386, використовується динамічна трансляція інструкцій.
- На системах, не сумісних з x86, проводиться повна емуляція, яка веде до істотного уповільнення роботи системи.
- Емуляція файлової системи дає можливість підключати папку хост-системи як HDD гостьової системи, що не доступно в жодному іншому емуляторі PC.
- Графічна емуляція: текстовий режим, Hercules, CGA (включаючи композитний і 160×100×16 режими), EGA, VGA (включаючи Mode X), VESA і повну емуляцію S3 Trio 64; в неофіційних збірках також Glide (за допомогою стороннього емулятора Glide2x.dll).
- Звукова емуляція: Adlib, PC speaker, Tandy 1000, Sound Blaster, Creative CMS/Game Blaster, Disney Soundsource, Gravis Ultrasound та MPU-401.
- Мережева емуляція (дозволяє грати в Інтернеті в мультиплеєрні гри): емуляція модему через TCP/IP, мережевий тунелінг IPX. Windows-версія підтримує прямий послідовний порт.
- У версії 0.70 повноцінно працюють 876 ігор.[2]